# Liste der Präsidenten von Suriname
Liste der Präsidenten von Suriname
| Name                     | Lebensdaten | Amtszeit                                |
| ------------------------ | ----------- | --------------------------------------- |
| Johan Ferrier            | 1910–2010   | 25. November 1975 – 13. August 1980     |
| Henk Chin A Sen          | 1934–1999   | 16. August 1980 – 4. Februar 1982       |
| Ramdat Misier            | 1926–2004   | 4. Februar 1982 – 25. Januar 1988       |
| Ramsewak Shankar         | * 1937      | 25. Januar 1988 – 24. Dezember 1990     |
| Ivan Graanoogst          |             | 24. Dezember 1990 – 29. Dezember 1990   |
| Johan Kraag              | 1913–1996   | 29. Dezember 1990 – 16. September 1991  |
| Ronald Venetiaan         | * 1936      | 16. September 1991 – 14. September 1996 |
| Jules Albert Wijdenbosch | 1941–2025   | 14. September 1996 – 12. August 2000    |
| Ronald Venetiaan         | * 1936      | 12. August 2000 – 12. August 2010       |
| Desi Bouterse            | 1945–2024   | 12. August 2010 – 13. Juli 2020         |
| Chan Santokhi            | * 1959      | 16. Juli 2020 – 16. Juli 2025           |
| Jennifer Simons          | * 1953      | 16. Juli 2025 – amtierend               |